# Cardiophorus koschwitzi
Cardiophorus koschwitzi là một loài bọ cánh cứng trong họ Elateridae. Loài này được Platia & Gudenzi miêu tả khoa học năm 1999.